# Pulver-ädellav
Pulver-ädellav (Catillochroma pulverea) är en lavart som först beskrevs av William Borrer, och fick sitt nu gällande namn av Klaus Kalb. Pulver-ädellav ingår i släktet Catillochroma, och familjen Megalariaceae. Enligt den svenska rödlistan är arten sårbar i Sverige. Arten förekommer i Götaland. Artens livsmiljö är våtmarker, skogslandskap.